# Shaj Deniz

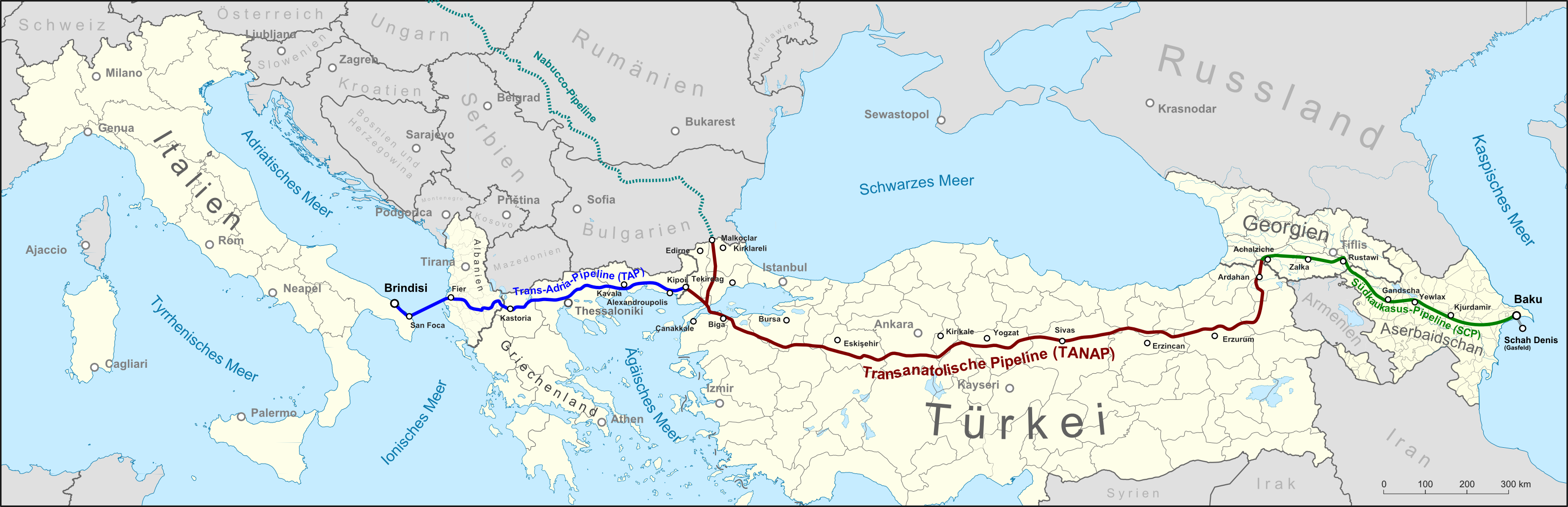
Mapa que muestra el emplazamiento de Shaj Deniz y la ruta del proyecto de gasoducto del sur del Cáucaso.

Shaj Deniz, llamado también Shah-Deniz y Shah Deniz (en azerí: Şahdəniz), es un yacimiento gasífero en aguas del sur del mar Caspio. Al mismo tiempo, es el campo gasífero más importante de Azerbaiyán. Está situado en el sudoeste del mar Caspio, 70 kilómetros al sudeste de Bakú. La superficie de la zona gasífera es 860 kilómetros. La profundidad del mar en la región del yacimiento es de 50 a 650 metros. Se estima que este campo alberga cerca de 1 billón de metros cúbicos de gas. Fue descubierto en 1999.
Las reservas de Shajdeniz se estiman desde 1,5 mil millones de barriles hasta 3 mil millones de barriles de petróleo.

## Explotación
Geológicamente el yacimiento se refiere a la cuenca hidrocarbura del Caspio del Sur. Las existencias totales del yacimiento se estiman en 1,2 billones de m³ del gas natural y 240 millones de toneladas del condensado de gas. La estructura hidrocárbura “Shajdeniz” fue descubierto en 1954 por geólogos soviéticos, el yacimiento – en 1999.
La explotación del primer pozo de la profundidad de 6,5 mil metros se inició el 15 de diciembre de 2006.
Para junio de 2007 en el yacimiento fue extraído 700 millones m³ del gas natural, 539 de los que se recibió por Azerbaiyán, 100 millones m³ - Georgia y 45 millones m³ fueron utilizados en las estaciones compresores del oleoducto Bakú – Tiflis – Ceyhan.

## Participantes
El operador del proyecto es compañía petrolera británica BP. El desarrollo del yacimiento se realiza por consorcio, que consiste por las siguientes compañías:
- BP (25,5 %)
- Statoil (25,5 %)
- SOCAR (10 %)
- Elf Petroleum (10 %)
- LukAgip N.V. (subsidiaria de Lukoil, 10 %)
- Oil Industries Engineering & Construction (10 %)
- Turkish Petroleum Overseas Company Limited (9 %)

## Suministro
El suministro del gas natural del yacimiento Shajdeniz se realiza por el gasoducto del Cáucaso del Sur, trazado por la ruta Bakú – Tiflis – Erzurum y tubería Transanatoliana.
La longitud del gasoducto del Cáucaso del Sur es 970 kilómetros, 442 de los que están en los territorios de Azerbaiyán, 248 km - en Georgia y 280 km – desde la frontera georgiana-turca hasta la ciudad turca Erzurum.
En el diciembre de 2006 Georgia firmó el contrato sobre el suministro de 800 millones m³ del gas natural de Shajdeniz. 

## Segunda etapa
En 2008 se iniciaron las discusiones sobre la segunda etapa del desarrollo del yacimiento Shajdeniz. El 17 de diciembre de 2013, en Bakú se acabaron las discusiones de 5 años y se firmaron el contrato de la decisión de inversión (FID).  
Las discusiones principales se centraron en la elección de la tubería para el suministro del gas del yacimiento al mercado europeo. Después de todo, la decisión final fue TAP y Nabucco (posteriormente TANAP).
Las nueve compañías decidieron firmar el contrato sobre la venta del gas:
- Axpo Trading AG
- Bulgargas EAD
- DEPA Public Gas Corporation of Greece SA
- Enel Trade SpA
- E.ON Global Commodities SE
- Gas Natural Aprovisionamientos SDG SA
- GDF SUEZ SA
- Hera Trading srl
- Shell Energy Europe Limited[2]

El valor total de la expansión de la segunda etapa, incluyendo los gasoductos TAP y TANAP, es alrededor de 45 mil millones de dólares.